# پنگوئن‌های کاکل‌دار
پنگوئن‌های کاکُل‌دار (نام علمی: Eudyptes) یکی از سَرده‌های (جنس‌های) پنگوئن هستند. این سرده شامل هفت گونه از پنگوئن‌های امروزی است.
نام علمی این سرده به معنی خوش‌شیرجه است. در آلمانی هم برای این سرده نام «پنگوئن‌های کاکل‌دار» (Schopfpinguine) به کار می‌رود.

## طبقه‌بندی
بقیه گوه‌سانان
- خانواده گوگان
  - پنگوئن صخره‌پر جنوبی، Eudyptes chrysocome
    - پنگوئن صخره‌پر شمالی، Eudyptes (chrysocome) moseleyi

  - پنگوئن فیوردلند، Eudyptes pachyrhynchus
  - پنگوئن اسنیرز، Eudyptes robustus
  - پنگوئن شاهانه، Eudyptes schlegeli
  - پنگوئن سیخ‌کاکلی، Eudyptes sclateri
  - پنگوئن ماکارونی، Eudyptes chrysolophus
  - پنگوئن جزایر چتهم، Eudyptes sp. (در دوره کواترنری پسین)

## نگارخانه

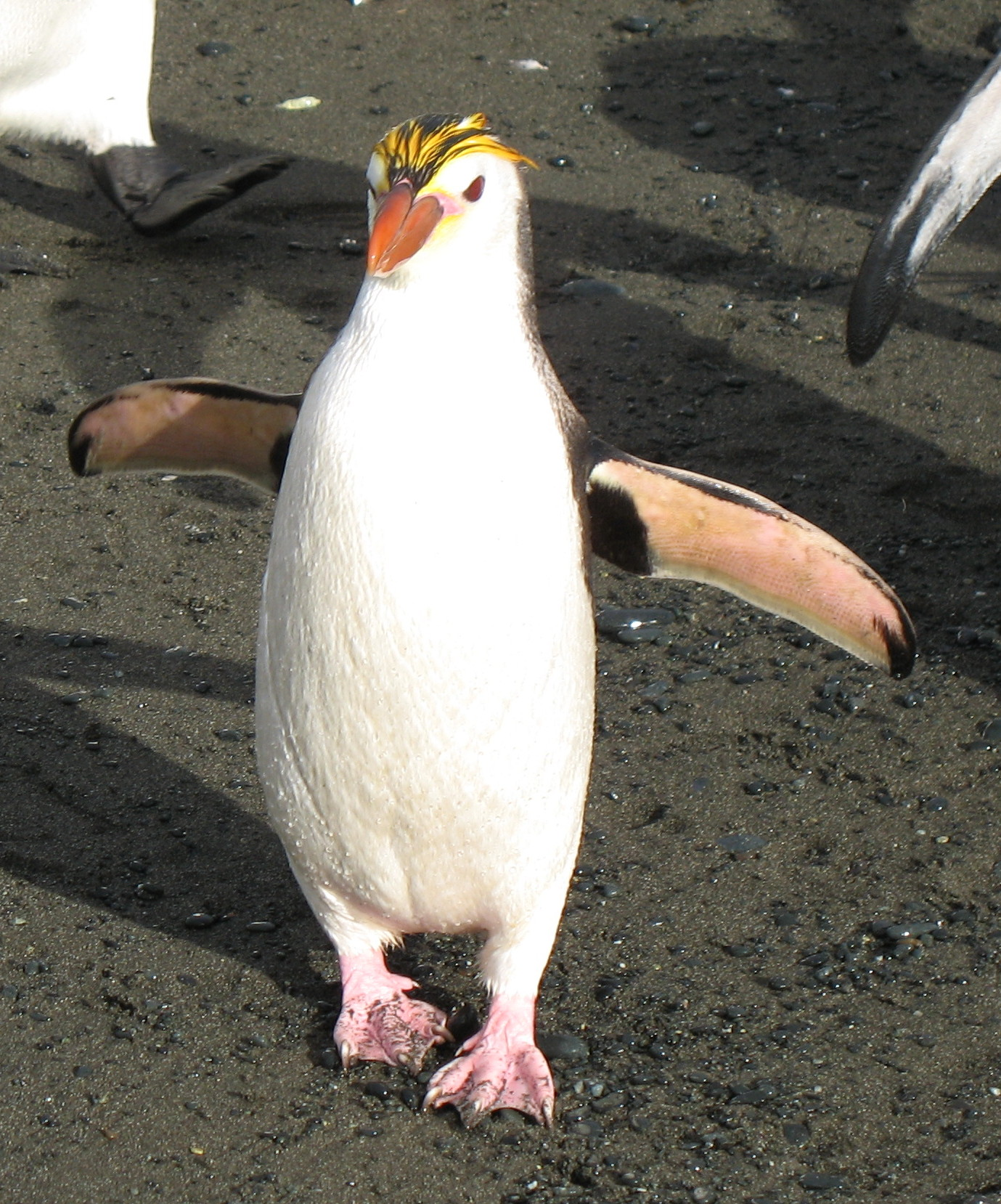
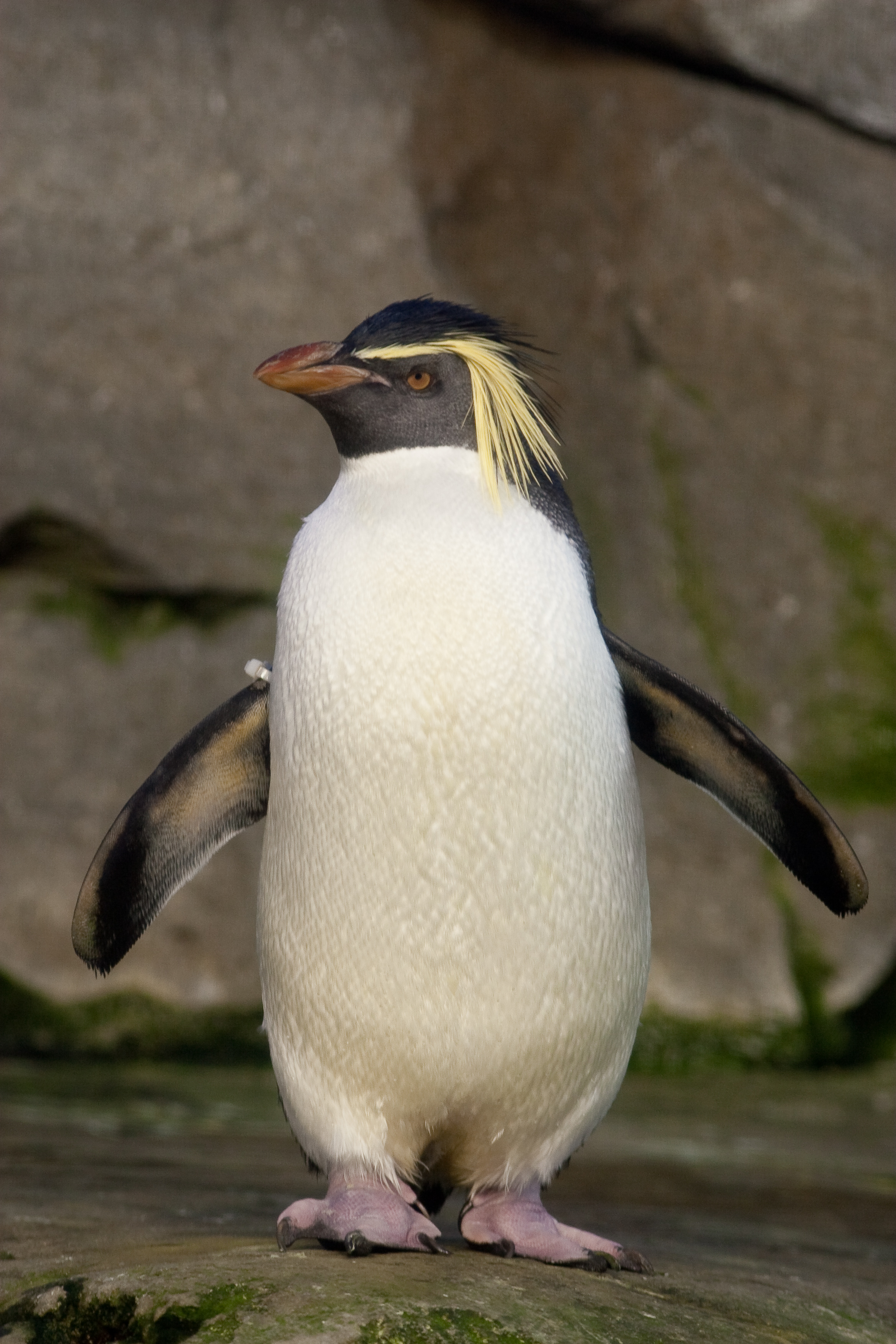
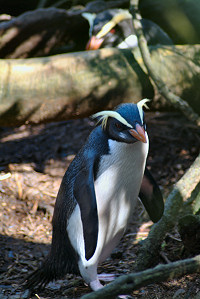
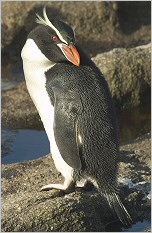
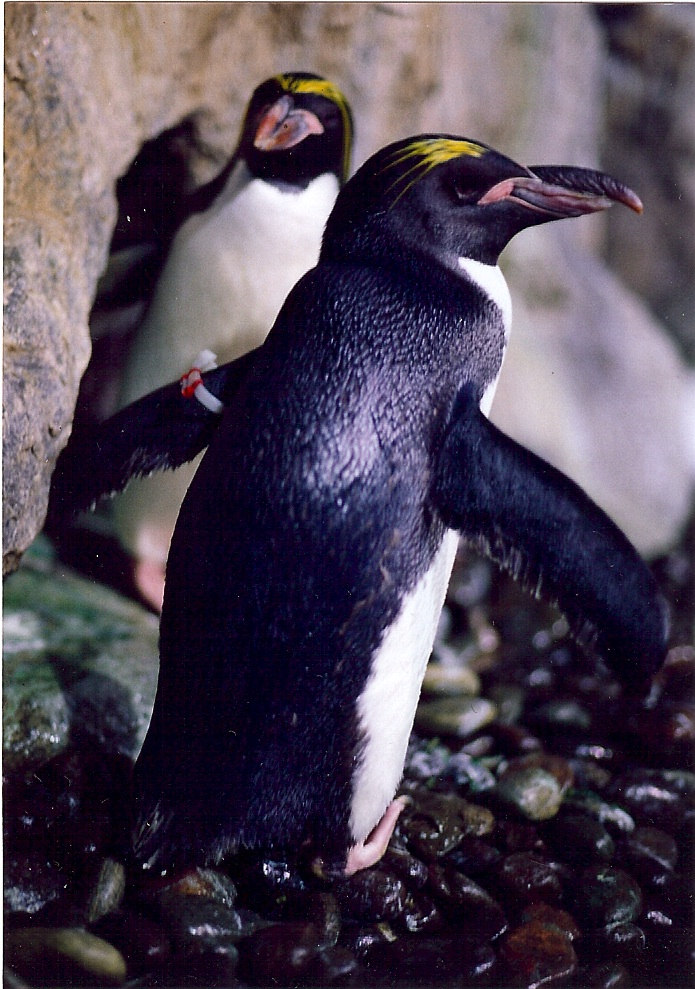